# ОШ „Доситеј Обрадовић” Волујац
ОШ „Доситеј Обрадовић” једна је од основних школа у Шапцу. Налази се у улици Волујац бб.
Школска мрежа обухвата већи део Поцерине. Поред матичне школе у Волујцу обухвата још једанаест издвојених одељења: две осмогодишње школе у Накучанима и Криваји и девет четворогодишњих у Метлићу (два одељења: Метлић 1 и Метлић 2), Бојићу, Дворишту, Синошевићу, Заблаћу, Горњој и Доњој Румској и Букору.